# Copelatus nigrolineatus
Copelatus nigrolineatus är en skalbaggsart som beskrevs av Sharp 1882. Copelatus nigrolineatus ingår i släktet Copelatus och familjen dykare. Inga underarter finns listade i Catalogue of Life.